# Eublemma purpurinum
Eublemma purpurinum (inkorrekt auch Eublemma purpurina) ist ein Schmetterling (Nachtfalter) aus der Familie der Eulenfalter (Noctuidae). Gelegentlich werden die deutschen Namen Purpur-Prachteulchen und Purpur-Zwergeulchen verwendet.

## Merkmale

### Falter
Die Flügelspannweite der Falter beträgt etwa 20 bis 26 Millimeter. Damit gehören sie zu den kleineren Eulenfaltern. Die Vorderflügel sind im Wurzelfeld leuchtend gelb. Im Anschluss an eine scharfe Trennungslinie folgt eine von hellrosa in purpurrot übergehende Postdiskalregion, die farblich bis in den Apex verläuft und durch die stark und unregelmäßig gezackte Wellenlinie gegen die meist hellbraune Submarginalregion abgegrenzt ist. Zapfen-, Ring- und Nierenmakel sind nicht vorhanden. Die zeichnungslosen Hinterflügel sind im Wurzelfeld hell und gehen zum Saumfeld in eine graubraune Tönung über. Der Außenrand wird aus feinen Härchen gebildet. Gelegentlich erscheinen Exemplare mit insgesamt blasserer Färbung und weißlichen Hinterflügeln.

### Raupe, Puppe
Die Raupen sind matt grün gefärbt mit leicht schwärzlichen Tönungen überzogen, haben undeutliche, gelbliche Rücken- und Nebenrückenlinien sowie kleine Punktwarzen mit sehr langen, gelblichen Haaren. Der Kopf ist schwarz. Die Puppe hat eine schlanke Form und besitzt zwei sehr kurze, gekrümmte, feine Borsten am stumpfen, abgeschrägten Kremaster.

## Geographische Verbreitung und Lebensraum
Die Verbreitung der Art verläuft von Nordwestafrika über die Iberische Halbinsel und Südfrankreich in östlicher Richtung bis Rumänien, Südrussland, die südliche Türkei bis ins westliche Zentralasien. Die nördlichste europäische Verbreitung liegt im Wallis, im östlichen Österreich sowie in Ungarn und Tschechien. Eublemma purpurinum ist an warmen, trockenen Stellen anzutreffen.

## Lebensweise
Die Falter fliegen in zwei Generationen im Mai und Juni sowie im August und September.
Die Raupen leben im März und April sowie im Juli. Futterpflanze der Raupen ist die Acker-Kratzdistel (Cirsium arvense).

## Gefährdung
Eublemma purpurinum ist in Deutschland nicht heimisch. Gelegentliche Einwanderungen liegen viele Jahre zurück. Auf der Roten Liste gefährdeter Arten wird sie als Irrgast (Kategorie M) eingestuft.

## Anmerkung
1. ↑  Das Geschlecht der Gattung Eublemma ist neutrum, von τό βλέμμα, -ατος = Blick, Gesicht, Auge. Entsprechend muss das Geschlecht des Artnamens angepasst werden